# VC Leeuwarden
VC Leeuwarden is een volleybalvereniging uit Leeuwarden. De club is ontstaan door een fusie van de volleybalverenigingen DHC en Animo in 1999. Met 210 leden is de vereniging een van de grootste in het noorden van Nederland.